# Kijelölt túlélő
A kijelölt túlélő (vagy kijelölt utód) az Amerikai Egyesült Államokban az elnöki utódlási sorrendben megnevezett személy, akit kiválasztottak arra, hogy egy nem nyilvános, védett helyen tartózkodjék, távol az olyan eseményektől, mint például az elnök beiktatása vagy az elnök évértékelő beszédje. Az utódkiválasztás gyakorlatának célja az elnöki hivatal folytonosságának biztosítása, abban az esetben, ha az elnök, az alelnök és az elnöki utódsorban lévő több más tisztviselő meghalna. Az eljárást a hidegháború idején az 1950-es években vezették be egy esetleges atomtámadás veszélye miatt.
Ha egy ilyen esemény bekövetkezne, az 1947-es elnöki utódlási törvényben meghatározott öröklési sorrendben a legmagasabb rangú életben maradt tisztviselő válna az Egyesült Államok elnökévé. Következésképpen a kijelölt túlélőként megnevezett személynek alkalmasnak kell lennie arra, hogy elnöki tisztséget töltsön be. A gyakorlatban a kijelölt túlélő általában az elnök kabinetjének tagja, és az elnök választja ki.
A Kongresszus szintén jelöl túlélőket, egyet-egyet mindkét pártból, hogy a Kongresszust fenn tudják tartani, ha meghalna több képviselő is egy eseményen.

## A kijelölt túlélők listája
| Dátum                   | Esemény                                                                                  | Kijelölt túlélő     | Tisztség                                | Forrás        |
| ----------------------- | ---------------------------------------------------------------------------------------- | ------------------- | --------------------------------------- | ------------- |
| 1981. február 18.       | Elnöki beszéd a Kongresszus közös ülésén                                                 | Terrel Bell         | Oktatási miniszter                      | [ 2 ]         |
| 1984. január 25.        | State of the Union (évértékelő)                                                          | Samuel Pierce       | Lakásügyi és városfejlesztési miniszter | [ 3 ] [ 4 ]   |
| 1985. január 21.        | Elnöki beiktatás                                                                         | Margaret Heckler    | Egészségügyi miniszter                  | [ 5 ]         |
| 1985. február 6.        | State of the Union (évértékelő)                                                          | Malcolm Baldrige    | Kereskedelmi miniszter                  | [ 3 ] [ 4 ]   |
| 1986. február 4.        | State of the Union (évértékelő)                                                          | John Block          | Mezőgazdasági miniszter                 | [ 3 ] [ 4 ]   |
| 1987. január 27.        | State of the Union (évértékelő)                                                          | Richard Lyng        | Mezőgazdasági miniszter                 | [ 3 ] [ 4 ]   |
| 1988. január 25.        | State of the Union (évértékelő)                                                          | Donald Hodel        | Belügyminiszter                         | [ 3 ] [ 4 ]   |
| 1989. február 9.        | Elnöki beszéd a Kongresszus közös ülésén                                                 | Lauro Cavazos       | Oktatási miniszter                      |               |
| 1990. január 31.        | State of the Union (évértékelő)                                                          | Edward J. Derwinski | Veteránügyi miniszter                   | [ 3 ] [ 4 ]   |
| 1991. január 29.        | State of the Union (évértékelő)                                                          | Manuel Lujan        | Belügyminiszter                         | [ 3 ] [ 4 ]   |
| 1992. január 28.        | State of the Union (évértékelő)                                                          | Ed Madigan          | Mezőgazdasági miniszter                 | [ 3 ] [ 4 ]   |
| 1993. február 17.       | Elnöki beszéd a Kongresszus közös ülésén                                                 | Bruce Babbitt       | Belügyminiszter                         | [ 3 ] [ 4 ]   |
| 1994. január 25.        | State of the Union (évértékelő)                                                          | Mike Espy           | Mezőgazdasági miniszter                 | [ 3 ] [ 4 ]   |
| 1995. január 24.        | State of the Union (évértékelő)                                                          | Federico Peña       | Közlekedési miniszter                   | [ 3 ] [ 4 ]   |
| 1996. január 23.        | State of the Union (évértékelő)                                                          | Donna Shalala       | Egészségügyi miniszter                  | [ 3 ] [ 4 ]   |
| 1997. február 4.        | State of the Union (évértékelő)                                                          | Dan Glickman        | Mezőgazdasági miniszter                 | [ 3 ] [ 4 ]   |
| 1998. január 27.        | State of the Union (évértékelő)                                                          | William Daley       | Kereskedelmi miniszter                  | [ 3 ] [ 4 ]   |
| 1999. január 19.        | State of the Union (évértékelő)                                                          | Andrew Cuomo        | Lakásügyi és városfejlesztési miniszter | [ 3 ] [ 4 ]   |
| 2000. január 27.        | State of the Union (évértékelő)                                                          | Bill Richardson     | Energiaügyi miniszter                   | [ 3 ] [ 4 ]   |
| 2001. február 27.       | Elnöki beszéd a Kongresszus közös ülésén                                                 | Anthony Principi    | Veteránügyi miniszter                   | [ 3 ] [ 4 ]   |
| 2001. szeptember 11–14. | A szeptember 11-ei terrortámadásokat követően                                            | Donald Evans        | Kereskedelmi miniszter                  | [ 3 ] [ 4 ]   |
| 2001. szeptember 20.    | Elnöki beszéd a Kongresszus közös ülésén (A szeptember 11-ei terrortámadásokat követően) | Dick Cheney         | Alelnök                                 | [ 3 ]         |
| 2001. szeptember 20.    | Elnöki beszéd a Kongresszus közös ülésén (A szeptember 11-ei terrortámadásokat követően) | Tommy Thompson      | Egészségügyi miniszter                  | [ 3 ]         |
| 2002. január 29.        | State of the Union (évértékelő)                                                          | Gale Norton         | Belügyminiszter                         | [ 4 ]         |
| 2003. január 28.        | State of the Union (évértékelő)                                                          | John Ashcroft       | Legfőbb ügyész                          | [ 3 ] [ 4 ]   |
| 2003. január 28.        | State of the Union (évértékelő)                                                          | Norman Mineta       | Közlekedési miniszter                   | [ 3 ] [ 4 ]   |
| 2004. január 20.        | State of the Union (évértékelő)                                                          | Donald Evans        | Kereskedelmi miniszter                  | [ 3 ] [ 4 ]   |
| 2005. január 20.        | Elnöki beiktatás                                                                         | Gale Norton         | Belügyminiszter                         | [ 6 ]         |
| 2005. február 2.        | State of the Union (évértékelő)                                                          | Donald Evans        | Kereskedelmi miniszter                  | [ 3 ] [ 4 ]   |
| 2005. február 2.        | State of the Union (évértékelő)                                                          | Ted Stevens         | A Szenátus korelnöke                    | [ 3 ] [ 4 ]   |
| 2006. január 31.        | State of the Union (évértékelő)                                                          | Jim Nicholson       | Veteránügyi miniszter                   | [ 3 ] [ 4 ]   |
| 2006. január 31.        | State of the Union (évértékelő)                                                          | Ted Stevens         | A Szenátus korelnöke                    | [ 3 ] [ 4 ]   |
| 2007. január 23.        | State of the Union (évértékelő)                                                          | Alberto Gonzales    | Legfőbb ügyész                          | [ 3 ] [ 4 ]   |
| 2008. január 28.        | State of the Union (évértékelő)                                                          | Dirk Kempthorne     | Belügyminiszter                         | [ 3 ] [ 4 ]   |
| 2009. január 20.        | Elnöki beiktatás                                                                         | Robert Gates        | Védelmi miniszter                       | [ 7 ]         |
| 2009. február 24.       | Elnöki beszéd a Kongresszus közös ülésén                                                 | Eric Holder         | Legfőbb ügyész                          | [ 3 ] [ 4 ]   |
| 2009. szeptember 9.     | Elnöki beszéd a Kongresszus közös ülésén                                                 | Steven Chu          | Energiaügyi miniszter                   |               |
| 2010. január 27.        | State of the Union (évértékelő)                                                          | Hillary Clinton     | Külügyminiszter                         | [ 4 ]         |
| 2010. január 27.        | State of the Union (évértékelő)                                                          | Shaun Donovan       | Lakásügyi és városfejlesztési miniszter | [ 4 ]         |
| 2011. január 25.        | State of the Union (évértékelő)                                                          | Ken Salazar         | Belügyminiszter                         | [ 4 ]         |
| 2012. január 24.        | State of the Union (évértékelő)                                                          | Tom Vilsack         | Mezőgazdasági miniszter                 | [ 4 ]         |
| 2013. január 21.        | Elnöki beiktatás                                                                         | Eric Shinseki       | Veteránügyi miniszter                   | [ 8 ]         |
| 2013. február 12.       | State of the Union (évértékelő)                                                          | Steven Chu          | Energiaügyi miniszter                   | [ 4 ]         |
| 2014. január 28.        | State of the Union (évértékelő)                                                          | Ernest Moniz        | Energiaügyi miniszter                   | [ 9 ]         |
| 2015. január 20.        | State of the Union (évértékelő)                                                          | Anthony Foxx        | Közlekedési miniszter                   | [ 10 ]        |
| 2016. január 12.        | State of the Union (évértékelő)                                                          | Orrin Hatch         | A Szenátus korelnöke                    | [ 11 ]        |
| 2016. január 12.        | State of the Union (évértékelő)                                                          | Jeh Johnson         | Belbiztonsági miniszter                 | [ 12 ]        |
| 2017. január 20.        | Elnöki beiktatás                                                                         | Orrin Hatch         | A Szenátus korelnöke                    | [ 11 ]        |
| 2017. január 20.        | Elnöki beiktatás                                                                         | Jeh Johnson         | Belbiztonsági miniszter                 | [ 13 ]        |
| 2017. február 28.       | Elnöki beszéd a Kongresszus közös ülésén                                                 | David Shulkin       | Veteránügyi miniszter                   | [ 14 ] [ 15 ] |
| 2018. január 30.        | State of the Union (évértékelő)                                                          | Sonny Perdue        | Mezőgazdasági miniszter                 | [ 16 ]        |
| 2019. február 5.        | State of the Union (évértékelő)                                                          | Rick Perry          | Energiaügyi miniszter                   | [ 17 ]        |
| 2020. február 4.        | State of the Union (évértékelő)                                                          | David Bernhardt     | Belügyminiszter                         | [ 18 ]        |
| 2021. január 20.        | Elnöki beiktatás                                                                         | nem nyilvános       | nem nyilvános                           | [ 19 ]        |
| 2021. április 28.       | Elnöki beszéd a Kongresszus közös ülésén                                                 | nem volt            | nem volt                                | [ 20 ]        |
| 2022. március 1.        | State of the Union (évértékelő)                                                          | Gina Raimondo       | Kereskedelmi miniszter                  | [ 21 ]        |
| 2023. február 7.        | State of the Union (évértékelő)                                                          | Marty Walsh         | Munkaügyi miniszter                     | [ 22 ]        |
| 2024. március 7.        | State of the Union (évértékelő)                                                          | Miguel Cardona      | Oktatási miniszter                      | [ 23 ]        |
| 2025. január 20.        | Elnöki beiktatás                                                                         | nem volt            | nem volt                                | [ 24 ]        |
| 2025. március 4.        | Elnöki beszéd a Kongresszus közös ülésén                                                 | Doug Collins        | Veteránügyi miniszter                   | [ 25 ]        |

## Fordítás
Ez a szócikk részben vagy egészben  a   Designated Survivor című angol Wikipédia-szócikk ezen változatának fordításán alapul.  Az eredeti cikk szerkesztőit annak laptörténete sorolja fel. Ez a jelzés csupán a megfogalmazás eredetét és a szerzői jogokat jelzi, nem szolgál a cikkben szereplő információk forrásmegjelöléseként.